# Gottfried Michael Koenig
Gottfried Michael Koenig (* 5. Oktober 1926 in Magdeburg; † 30. Dezember 2021 in Culemborg, Niederlande) war ein deutscher Komponist.

## Leben
Nach humanistischem Gymnasium, privaten Musikstudien (Klavier, Violine, Orgel) und ersten Kompositionsversuchen folgte ein Musikstudium in Braunschweig (Staatsmusikschule, Seminar für Kirchenmusik), Detmold (Nordwestdeutsche Musikakademie, Komposition, Klavier, Analyse, Akustik), Köln (Musikhochschule, Institut für musisch-technische Gestaltung) und an der Universität Bonn (Programmiersprachen).
Von 1954 bis 1964 war Koenig Mitarbeiter im Studio für Elektronische Musik des NWDR (später WDR) in Köln und arbeitete mit Karlheinz Stockhausen und vielen anderen in- und ausländischen Komponisten zusammen. In diese Periode fallen auch Lehraufträge an der Musikhochschule Köln (elektronische Musik, Komposition, Analyse) sowie die Komposition von elektronischer Musik (Klangfiguren I/II, Essay, Terminus 1) und Instrumentalwerken. Neben seinen Kompositionen entwickelte Koenig Computerprogramme für kompositorische Strategien. Er lehrte auch in Utrecht, Bonn und Berlin (Sonologie und Programmiersprachen). Seit 1964 entwickelte er Projekt 1 / 2, ein datenbankbasiertes Programm zur Unterstützung von Komponisten bei kompositorischen Entscheidungen, seit 1971 SSP für Sounddesign ebenfalls auf stochastischer Grundlage.
Von 1964 bis 1986 war Koenig künstlerischer Leiter des Studios für elektronische Musik (später „Institut für Sonologie“) der Universität Utrecht (Niederlande) und hielt unzählige Vorträge im In- und Ausland. Von 1991 bis 2007 wurden seine gesammelten Schriften unter dem Titel Ästhetische Praxis. Texte zur Musik in sechs Bänden beim Pfau-Verlag herausgegeben. Im Wintersemester 2002/2003 war er Gastprofessor für Algorithmische Komposition an der TU Berlin. Die 1967 erschienene Schallplatte Terminus II / Funktion Grün mit zwei elektronischen Kompositionen Koenigs wurde 1998 in die unter Musikkritikern legendäre Liste The Wire’s „100 Records That Set the World on Fire (While No One Was Listening)“ der britischen Musikzeitschrift The Wire aufgenommen.
Koenig starb Ende Dezember 2021 im Alter von 95 Jahren.

## Zur Kompositionsweise
Gottfried Michael Koenig vertritt die Ansicht, dass algorithmische Komposition hinsichtlich der Aufgabe einer fortschreitenden Rationalisierung des Kompositionsprozesses zu definieren ist. Die Idee von „Musik als Bausteinkasten aus Steinchen, die man mosaikhaft wieder zusammensetzt“ bestimmt dabei Koenigs kompositorisches Denken, das sich mit der Zeit von Tonwertrelationen zu Einsatzzeiten und Zeitwertrelationen, von Tonhöhen zu Intervallen, entwickelt hat. Seine Haltung zur Seriellen Musik:
„Ich suchte eigentlich nicht nach […] einer Befreiung aus Fesseln, so habe ich das nicht empfunden, ich versuchte, herauszukriegen, ob ein System, das zunächst wie ein Zwangssystem aussieht und vielleicht auch von vielen Leuten so gesehen wird und empfunden wurde […] nicht Freiheiten hat in sich selber, die man aufsuchen muss und letzten Endes soll ja nicht die Reihe systematisch sein, sondern ein Stück, das man daraus komponiert.“ In der Folge hat Koenig die Rolle von übergeordneten Bezugsgrößen für eine Komposition besonders betont.
Zum Begriff der Komposition im Allgemeinen: „… man kann nicht einfach machen was man will, dann kommt eine wildgewordene Phantasie dabei heraus, aber keine Komposition, die einen Anspruch auf diesen Begriff erheben kann.“ Aufgabe des Komponisten sei es, die Abfolgen und Übergänge (Problembereiche) zwischen statischen Feldern auszukomponieren, „ganz und gar den Charakter des statischen Zustands verlassen will ich nicht …“. „Als Komponist lege ich zunächst eine Sammlung von Zuständen an, dann werden die Übergänge komponiert.“
Zum Zufall: Der Zufall wird durch konsequente Anwendung des Wiederholungsverbots hinsichtlich eines möglichst vollständigen Tonvorrats erreicht. Gebots- und Verbotsvorschriften sind dabei gleichermaßen zu berücksichtigen und eine Frage der Perspektive. „Der Zufall zeigt sich immer waagerecht.“
Algorithmische Komposition: Der emotionale Gehalt von Musik sei algorithmisch kaum zu fassen. Die algorithmische Komposition betreffe eher „das Unregelmäßige, das Ausbrechen aus irgendwelchen geregelten Zusammenhängen.“ Koenigs Vorstellung von algorithmischer Komposition setzt eine weitgehende Auseinandersetzung mit und Anwendung von algorithmischen Verfahren voraus, musikalische Praxis, die dem nicht entspricht, nennt er „algorithmisch im Vorfeld“.
Musik übersteigt den Klang, einzeln wahrnehmbare Elemente sollen „in einen musiksprachlichen Zusammenhang gebracht werden“. Beschreibende Kategorien sind „das Statische, das Blockhafte, das Sprunghafte, das Fließende, das Gleitende … [sowie] … die mehr dynamisch bestimmten Abläufe.“ Musik selbst versteht er als „begriffslose Sprache“ und „ein Spiel mit Beziehungen“.
„[…] mir geht es so, dass ich mich beim Komponieren eigentlich als Komponist fühle und nicht als Hörer […] ich meine, es gibt Komponisten, die komponieren auf den Hörer hin […] Ich wollte nicht nochmal dasselbe Stück, aber so wie dieses Stück nur anders. Und das ist letzten Endes das, was ein Komponist macht, man will auch Musik machen, aber nicht so, wie die Musik, die es schon gibt […] man will es auf eine andere Weise machen.“

## Projekt 1, Projekt 2, SSP
Seit 1964 entwickelte Koenig Projekt 1 als neutrale Instanz zum Testen von seriellen Kompositionsregeln, seit 1966 Projekt 2 und seit 1971 schließlich SSP für Klanggestaltung auf stochastischer Grundlage. Was Computermusik betrifft, handelt es sich um den Nachweis, „[…] dass selbst ein sinnloser, wesenloser Apparat, wie ein Computer das ist, die Komposition übernehmen kann, weil der Komponist an“ […] „der Stelle des Computers eigentlich in dem Augenblick auch nichts anderes gemacht hätte.“ Algorithmen sollen dem Komponisten eine Möglichkeit bieten, seine Phantasie mit Strukturvorstellungen, wie sie für die serielle Theorie typisch sind, zu versöhnen.
Projekt 2 generiert über eine Maskensteuerung („Tendenzmaske“, G. M. Koenig) „Überlagerungen rhythmisierter Akkordfolgen bis hin zur Akkordfolgenpolyphonie“. Akkorde werden zerlegt und als Anlauf zum nächsten Einsatzpunkt ausgestaltet. Strukturvarianten können im Ergebnis aus einer Partiturtabelle ausgelesen oder als MIDI-Datei abgespielt werden. Grundlegend ist dabei das sogenannte „Liste-Tabelle-Ensemble“-Prinzip. Beabsichtigt sind Entwürfe, die ästhetisch zum modernen Leben passen.

## Werke

### Elektronische Musik
- Klangfiguren I, 1955
- Klangfiguren II, 1955/56
  - digitale Rekonstruktion, 2000
- Essay 1957/58
  - digitale Neufassung, 1999
  - digitale Rekonstruktion, 1999
- Materialien zu einem Ballett, 1961
- Suite (aus „Materialien ...“), 1961
- Terminus 1, 1962
  - digitale Rekonstruktion, 1998
- Terminus 2, 1966/67
  - digitale Rekonstruktion, 1998
- Terminus X, 1967
- Funktion Grün, 1967
- Funktion Gelb, 1968
- Funktion Orange, 1968
- Funktion Rot, 1968
- Funktion Blau, 1969
- Funktion Indigo, 1969
- Funktion Violett, 1969
- Funktion Grau, 1969
- Output, 1979
- Polychromie, 2001

### „Instrumentalkompositionen“
- Konzert für Cembalo, Streichorchester und zwei Flöten, 1948/49
- Horae, 3 Ballettszenen, 1950
- Konzert für Flöte und Kammerorchester, 1951
- Fantasie für Orchester, 1951/52
- Konzert für Kammerorchester, 1952
- Zwei Orchesterstücke, 1952
- Komposition für 26 Instrumente, 1953
- Diagonalen für Orchester, 1955
- Zwei Klavierstücke, 1957
- Quintett für Holzbläser, 1958/59
- Streichquartett 1959, 1959
- Orchesterstück 1, 1960/61
- Orchesterstück 2, 1961/62
- Orchesterstück 3, 1963
- Projekt 1 – Version 1 für kleines Orchester, 1965/66
- Projekt 1 – Version 3 für kleines Orchester, 1967
- Übung für Klavier, 1969/70
- Segmente 1–7 für Klavier, 1982
- Segmente 99–105 für Violine und Klavier, 1982
- 3 ASKO Stücke für kleines Orchester, 1982
- Segmente 92–98 für Violine und Cello, 1983
- Segmente 85–91 für Flöte(n), Bassklarinette, Cello, 1984
- Beitrag für Orchester, 1985/86
- Intermezzo (Segmente 85–91) für Flöte(n), Klarinette(n), Klavier, 1987
- Streichquartett 1987, 1987/88
- Concerti e Corali für Orchester, 1992
- 60 Blätter für Streichtrio, 1992
- Das A und das O für Sopran, Alt, Harfe, Cello, 1993
- Per Flauti für 2 Flöten, 1997
- Varianten 1 für Klarinette, Streichtrio und Klavier, 2011
- Varianten 2 für Orchester, 2011
- Klavierbuch, 2016

## Auszeichnungen
- 1961: Förderpreis für Musik des Landes Nordrhein-Westfalen.
- 1987: Matthijs-Vermeulen-Preis der Stadt Amsterdam
- 1999: Preis der Christoph-und-Stephan-Kaske-Stiftung
- 2002: Ehrendoktorwürde der philosophischen Fakultät der Universität des Saarlandes, Saarbrücken
- 2010: Giga-Hertz-Preis des Zentrums für Kunst und Medientechnologie (ZKM), Karlsruhe, für sein Lebenswerk
- 2016: Wahl zum Mitglied der Akademie der Künste Berlin

Gottfried Michael Koenig war Ehrenmitglied der Deutschen Gesellschaft für Elektroakustische Musik.